# Мутанти (фільм)
«Мутанти» (англ. Mimic) — науково-фантастичний фільм жахів режисера Гільєрмо дель Торо, який також є співавтором сценарію, створеного за мотивами однойменного оповідання Дональда Аллена Волхейма. У головних ролях зіграли Міра Сорвіно, Джеремі Нортем, Джош Бролін, Чарльз С. Даттон, Джанкарло Джанніні та Фарід Мюррей Абрагам. Також за участю Нормана Рідуса, для кого цей фільм став його голлівудським дебютом.

## Опис
Нью-Йорк потерпає від епідемії, що вбиває тисячі дітей. Два молодих науковця об'єднують свої зусилля, щоб засобами генної інженерії створити «породу Іуда» — нову комаху, чиї ензими є смертельними для розповсюджувачів хвороби — тарганів. Втім, їхнє творіння обернулося проблемою для самого людства. Створена у лабораторії істота еволюціонує, порушуючи природній баланс, та починає імітувати свого найзапеклішого ворога — людину.

## Акторський склад
| Актор                | Роль                  |
| -------------------- | --------------------- |
| Міра Сорвіно         | доктор Сьюзан Тайлер  |
| Джеремі Нортем       | доктор Пітер Манн     |
| Джош Бролін          | Джош Маслоу           |
| Джанкарло Джанніні   | Манні Гавоіла         |
| Чарльз С. Даттон     | офіцер Леонард Нортон |
| Фарід Мюррей Абрагам | доктор Гейтс          |
| Норман Рідус         | Джеремі               |
| Даг Джонс            | Лонг Джон             |
| Александр Гудвін     | Чуї Гавоіла           |
| Джуліан Річінгс      | робітник              |

## Сюжет
Впродовж останніх двох років на Мангеттені у Нью-Йорку розповсюджується смертельна «Хвороба Стріклера», що загрожує винищити ціле покоління, вражаючи сотні дітей у місті. Спроби винайдення ліків чи вакцини проти хвороби були не успішними. Спростовуючи початкові версії про можливе зараження води або ймовірну передачу хвороби повітряно-крапельним шляхом, останні дослідження показують, що розповсюджувачем хвороби є таргани. Заступник директора центру з контролю та профілактики захворювань Пітер Манн (Джеремі Нортем) звертається за допомогою до відомого ентомолога Сьюзен Тайлер (Міра Сорвіно), яка задля локалізації хвороби вдається до генетичної інженерії аби вивести новий вид комах, здатний винищити усіх тарганів на острові. Вона називає його «порода Іуда» (Judas breed). Це гібрид терміта та богомола, що в процесі життєдіяльності продукує особливі ензими, які здатні прискорювати метаболітичні процеси тарганів при їхньому взаємному контакті, спричинюючи швидке вимирання останніх за рахунок підвищеної потреби у харчуванні. Сама ж комаха позбавлена можливості розмножуватись та повинна померти природним чином протягом наступних шести місяців. План спрацьовує та хворобу вдається подолати у короткі терміни. Пітер та Сьюзен одружуються та збираються завести сім'ю.
Три роки потому невідомий переслідує священника місцевої церкви дахом будинку. Нападник володіє надприродною силою: у погоні за своєю жертвою він із нелюдським натиском виламує двері, що ведуть на дах. Він худий, має високу статуру, одягнений у довгий чорний плащ та, ніби ангел смерті, нависає над своєю жертвою. Загнаний у глухий кут та за браком іншого виходу, священник стрибає униз на будівельну люльку та, не втримавшись, падає і розбивається на смерть. Невдовзі невідомий спускається та затягує небіжчика у водостік під тротуаром вулиці та зникає. Єдиним свідком цієї події стає дитина, десятирічний хлопчик Чуй (Александер Гудвін) із синдромом аутизму, що живе із батьком у будинку навпроти та визирає у цей момент зі свого вікна. Він грається парою столових ложок, якими імітує клацаючі звуки, що щойно почув у момент вбивства. Повторюючи про себе «кумедні, кумедні черевики», він скручує шматок блискучого дроту у невелику високу фігуру, що повторює риси нападника…
Наступного ранку, Пітер приїздить на виклик до церкви, де поліцейські виявили поламану будівельну люльку, плями розлитої фарби та, зазирнувши до вікон церкви, викрили чималу групу нелегальних мігрантів із підозрою на жовту гарячку. Церква стала як їхнім прихистком так і підпільною фабрикою із пошиття одягу, на якій вони працювали у якості рабів. Ситуація вимагає уведення карантину та подальшого розслідування. По мірі того як Пітер та його асистент (Джош Бролін) досліджують приміщення старої церкви, вони наштовхуються на гидку знахідку у підвалі будівлі — декілька шматків екскрементів невідомого походження, що звисають зі стелі підвалу, наче сталактити. Джош збирає їх для аналізу, а пізніше показує Пітеру один із несподіваних компонентів, що знайшли у зразку — гудзики. Також, одна із врятованих із підвалу жінок перед своїм звільненням розповідає їм про темних янголів, що переслідують її. Жінку сприймають за божевільну.
По обіді того ж дня, Сьюзен працює у лабораторії зі своєю асистенткою Реймі (Алікс Коромзай). Двоє місцевих хлопців, які за домовленістю приносять їй на продаж усіляких не звичайних комах, у цей раз здобули «дивну комаху», яку вони знайшли на станції метрополітену неподалік. Комаха ледь жива, тому за не велику винагороду хлопці погоджуються продати її. Сьюзен оглядає комаху з коробки: та є дуже агресивною і, все ж, це ще тільки малюк. При спробі подальшого дослідження комаха кусає Сьюзен за руку, на що та прибиває її шпилькою до столу. Вона помічає, що комаха почала виділяти при цьому ту саму білу пінисту речовину, таку ж, що й порода Іуда! Вона продивлюється у свої старі нотатки та здійснює над знайденою комахою тест, аналогічний тому, що здійснювався над представником породи Іуда. Результати виявляються ідентичними. Захоплена своїм відкриттям, вона не помічає як з-поза вікна за нею спостерігають.
Раптом Сьюзен чує звук битого скла — лампа, що світила на комаху розтрощена вщент, вікно на вулицю відчинене, а сама комаха зникла. Сьюзен намагається щипцями відшукати комаху під столом та все марно — та зникла безслідно. Копирсаючись на підлозі у розкиданих шматках паперу з коробки, вона не помічає, що зі стелі за нею хтось спостерігає. Непомітний зловмисник, високий та худий, зачаївся у темряві прямо над нею, без жодних зусиль зачепившись за стелю. Лише мить знадобилась йому, щоб непомітно спуститись та зникнути у темряві за вікном поки Сюзен піднімалась із колін. Тільки його тінь на стіні та раптовий порив вітру на мить видали нападника.
Пітер стурбований, почувши про те, що трапилось із Сьюзен у лабораторії ввечері. Прийнявши це за пограбування, той просить її більше не працювати у лабораторії вночі наодинці. Сьюзен же більше стурбована тим фактом, що результати тестів секреції знайденої хлопцями комахи та комахи породи Іуда збіглися. ЇЇ найстрашніші передчуття виявилися вірними — порода Іуда жива та розмножується. У такому разі це, без жодних сумнівів, матиме руйнівні наслідки у довгостроковій перспективі. Вона переконує Пітера у необхідності проведення подальшого розслідування.
Наступного дня науковці відшуковують хлопців, що принесли «дивну комаху» та просять їх вказати на точне місце їхньої знахідки. Ті ведуть Сьюзен, Пітера та Реймі до станції метро, де вони нещодавно знайшли комаху. Двері у підсобне приміщення на станції виявляється зачиненим, хоча хлопці стверджують, що там було відчинено на момент знахідки. Сьюзен показує хлопцям фото, на якому зображено оотеку, кладку яєць, та питає, чи ті колись зустрічали щось подібне. Хлопці зацікавлені у отриманні додаткового прибутку за подібну знахідку, хоча й ніколи не бачили нічого подібного. Реймі забирає хлопців зі станції та повідомляє їм, що подальші угоди на пошуки із ними скінчились. Сьюзен та Пітер зламують замок на дверях та заходять у приміщення, на яке вказали хлопці. Воно більше нагадує бездоглядну роздягальню. Їхні пошуки перериває охоронець служби метрополітену Леонард (Чарльз С. Даттон), що погрожує Пітеру та Сьюзен арештом за псування майна метрополітену. Пітер переконує офіцера, що вони знаходяться там по важливій справі Центру по контролю захворювань, на що той із упертістю запевняє про необхідність наявності відповідного дозволу для продовження розслідування. Пітер запевняє Леонарда, що дістане усі необхідні дозволи, а також, у відповідь на його настирливість, зробить відповідний запит на те, щоб той став їхнім персональним провідником у службових тунелях метрополітену, коли вони туди спустяться для пошуків. Сьюзен чекає на платформі станції поки Пітер сперечається із офіцером. Вона схилилась до однієї із колон на станції та настукує черевиком по бетонній підлозі. Раптом вона помічає поряд Чуя, що імітує її настукування двома столовими ложками. Коли Сьюзен підходить, щоб привітатись та заговорити із ним, Чуй коротко зауважує «Черевики зі шнурівкою… чорні… виробництва Найн Уест», що точно відповідає моделі, кольору та виробнику взуття, яке вона носить. Чуй повертається та сідає поряд із Менні (Джанкарло Джаніні), який працює чистильником взуття на цій станції. Сьюзен із цікавістю продовжує спостерігати за тим як Чуй імітує звуки, що лунають на станції, називаючи виробника, модель та колір взуття усіх пасажирів, що проходять поряд. Також вона помічає у нього невеличкі скульптури, що уміло скручені із блискучого дроту. Вона підіймає одну із них, що виглядає точнісінько як «дивна комаха», яку вона досліджувала у лабораторії напередодні увечері. «Містер кумедні черевики» — промовляє Чуй, на що Менні, помітивши зацікавленість Сьюзен, зауважує, що хлопець імітує усе, що потрапляє у його поле зору.
Тим часом обидва хлопці усупереч вказівкам повертаються до тунелів метро для пошуків оотеки — кладки яєць, яку їм раніше показала Сьюзен на зображенні. Місцеві безхатьки, що оселились у цій закинутій частині метрополітену, попереджають хлопців, щоб ті не заходили далі у тунелі, інакше «худий у довгому плащі» схопить їх. Хлопці у відповідь зневажливо жартують у бік безхатьків та нехтують їхніми порадами. Невдовзі вони знаходять те, за чим сюди прийшли: у відгалудженні тунелю вони бачать невеликий предмет, прикріплений слизом до стіни — оотеку розміром із наплічну сумку. Намагаючись відірвати липкий слиз та зрізати кладку, вони чують позаду шарудіння — за ними хтось спостерігає. Обернувшись, вони помічають темний силует, що стоїть осторонь у проході, ледь помітний у тьмяному освітленні тунелю. Спрямувавши ліхтарики на неочікуваного візитера, вони намагаються розгледіти джерело незнайомих звуків. Раптом світло їхніх ліхтариків вихоплює із темряви пошматоване скривавлене тіло собаки, яку незнайомець тримає на руках. Хлопців охоплює паніка, вони перелякано задкують у напрямку до виходу із тунелю, не помітивши купи дроту, розкидані на підлозі. Один із них падає та заплутується у дротах. У цей момент незнайомець кудись зникає, покинувши тіло собаки на підлогу. За мить кривдник спускається зі стелі та вбиває хлопців одного за другим, швидко та безжалісно.
Сьюзен йде відвідати свого вчителя, професора Гейтса (Мюррей Абрагам) для того, щоб розказати про ситуацію та порадитись із ним. Все ще не впевнена у власних висновках, вона запитує думку професора на рахунок можливості того, що порода Іуда змогла вижити. На його відповідь про те, що це цілком можливо, вона апелює, що створювала комаху, яка мала б померти та це було підтверджено лабораторними дослідами, де усі комахи помирали як і очікувалось. На це професор відповідає, що навколишній світ це набагато більша лабораторія, а вона випустила комаху у середовище із можливими непрогнозованими факторами. На питання Сьюзен чи він все ще вважає не правильним той спосіб, у який вона взялася вирішити цю проблему, той відповідає, що ще три роки тому він назвав би це неприпустимим. Але також він доброзичливо додає, що зараз має двох здорових онуків живими тільки завдяки тій роботі, яку зробила Сьюзен і що зараз це було б дуже лицемірним із його боку судити негативно про виконану нею роботу.
Пізніше того ж вечора Чуй спостерігає зі свого вікна за покинутою церквою на іншому боці провулку. Він помічає високого, худорлявого чоловіка, що заходить до церкви. Зібравши свої ложки та скульптури із дроту, він вибирається через вікно назовні та спускається пожежною драбиною на вулицю. Двері до церкви закладені дошками та він достатньо малий для того, щоб пролізти у шпарину між ними. Усередині темно. Багато речей на підлозі лежать понівечині, а релігійні скульптури вкриті захисними плівками. Він чує клацаючі звуки, що лунають у глибині приміщення та намагається імітувати їх своїми ложками у надії привернути увагу. Йому відповідають, на що Чуй радісно продовжує наклацувати знайомі йому звуки. Звуки у відповідь лунають все ближче, а тінь зненацька проноситься над хлопчиком та зникає. За ним спостерігають. З за однієї із скульптур з'являється висока темна фігура та повільно наближається до нього, а клацаючі звуки лунають вже із різних сторін. Темні фігури скупчуються навколо хлопчика.
Наступного ранку, Реймі телефонує Сьюзен та просить зустріти її на одному із заводів по переробці стічних вод, де працює її друг і каже, що там виявили дивну знахідку. Пітер нагадує Сьюзен, що за планом цього ранку у них домовлено про похід у тунелі метро для проведення подальшого дослідження, на що вона домовляється із ним про зустріч вже на станції метрополітену після того як вона перевірить нову зачіпку. На станції очищення друг Реймі, Джеремі (Норман Рідус) приносить та показує їм лоток, вмістом якого є голова, грудна клітка та дві пари ніг комахи, що майже сягає розміру людини. Реймі фотографує істоту на полароїд, після чого Сьюзен просить її відвезти знайдену істоту професору Гейтсу для подальшого дослідження. Сьюзен забирає світлини із собою та прямує на зустріч із Пітером до станції метро. Реймі привозить знахідку професору, який проводить розтин та після швидкого огляду приходить до висновку, що істота була частиною великої колонії.
У той же час, Менні виявляє зникнення Чуя та телефонує у поліцію, де йому повідомляють, що повинно пройти щонайменше 48 годин до того, як можна вважати хлопчика зниклим безвісти та почати офіційне розслідування. Менні згадує зацікавленість Чуя церквою, що знаходиться навпроти їхніх вікон та йде туди на його пошуки. При вході до церкви він бачить одну з маленьких скульптур Чуя, скручених із дроту. Озброєний запальничкою Зіппо та старомодною бритвою, він проникає до церкви через двері підвального приміщення у надії знайти там Чуя. Заглибившись у підвальні приміщення, Менні чує знайомі йому клацаючі звуки десь у глибині тунелів. Вважаючи, що це може бути Чуй, він продовжує свої пошуки.
Трохи пізніше Леонард, Пітер та Джош пробираються крізь тунелі метрополітену. Леонард розповідає супутникам, що у цій частині тунелів раніше жили безхатьки, але раптом усі вони зникли та що після цього почали ширитись чутки про ймовірного вбивцю: високого зросту та вдягненого у довгий чорний плащ. На стінах вони бачать малюнки, які безхатьки нашкрябали, помічаючи свою територію. На одному із малюнків зображена висока фігура у довгому плащі. Вони просуваються глибше у пошуках комахи розміром із долоню людини та наштовхуються на зібрання екскрементів, цього разу розкиданих всюди, прикріплених до стелі та стін. Вони збирають зразки та просуваються далі. Вони опиняються на балконі із дерев'яним настилом, що знаходиться над старою станцією підземки. Леонард спрямовує погляд на підлогу та бачить ту саму комаху, яку вони шукали. Не стримавшись від огиди, Леонард чавить її міцним ударом свого черевика. Пітер розлючений виходить на рипучу підлогу балкону та починає лаятись на Леонарда за те, що той знищив такий цінний екземпляр для досліджень. Раптом вони замовкають, почувши лиховісний скрип. Балкон під їхніми ногами обвалюється, Леонард та Пітер опиняються поверхом нижче на платформі старої станції. Ніхто не постраждав, але вони потрапили у пастку, так як швидкого шляху назад у них немає. Вони споряджають Джоша, що залишився стояти поверхом вище, повернутись назад за допомогою.
Сьюзен, очікуючи повернення Пітера на станції метро, досліджує світлини, які зробила для неї Реймі. Розглядаючи істоту, вона дещо помічає та загинає дві різних фотографії таким чином, що їх можна порівняти одну біля одної. Раптом вона бачить, що захисний панцир комахи, що був до цього відкритий, нагадує обличчя людини, якщо його скласти докупи з обох сторін. Захоплена своєю знахідкою, вона не помічає, що вже доволі пізно та на станції вже майже немає пасажирів. Вона підходить до останнього із них, високого у чорному плащі, щоб уточнити котра зараз година. Той піднімає голову та Сьюзен бачить, що це насправді доросла особина породи Іуда розміром із людський зріст. Вона намагається втекти до виходу зі станції та гігантська комаха миттєво перехоплює її, розправивши свої крила, та заволікає за собою в один із тунелів.
Джош все ще намагається знайти вихід із тунелів на поверхню, щоб покликати на допомогу. На зворотному шляху він обирає хибний напрямок та натикається на гніздо із багатьма оотеками. Своєю присутністю він тривожить одного із солдатів, що охороняє кладку. Зрозумівши, що тепер він жертва, загнана у глухий кут, Джош чимдуж намагається вдертися у рятівний отвір на стелі, що веде до жаданого порятунку. Вчепившись за один із дротів у приміщенні над ним, ніби за рятівну соломинку, він намагається витягти себе назовні, проте нападник виявляється швидшим: його хапають за ноги та із силою втягують назад у отвір.
Сьюзен прокидається у колекторі, який імовірно слугує місцем, куди Іуди приносять усіх своїх жертв. Навколо лежать мертві напів з'їдені рештки людей, що вже почали розкладатися. Озброївшись ломом, яким було пробите одне із тіл, вона обережно починає просуватись тунелем, прислуховуючись до звуків, що лунають із глибини. Вона заходить у приміщення, що нагадує глибокий колодязь, де високо над нею видніється денне світло крізь люк, по якому на вулиці ходять люди. Вона кличе на допомогу та усе марно, назовні її не чують. Натомість криком вона привертає увагу когось поряд. Сьюзен чує клацаючі звуки та розуміє, що на неї вже полюють. Тікаючи, вона опиняється у приміщенні, де на підлозі вона бачить люк — шлях для її порятунку. Як тільки Сьюзен зістрибує униз через вузький круглий отвір, як люк із силою зачиняється над нею та вона опиняється у пастці на вузенькому містку у одному із багаточисельних колекторів. Згодом Сьюзен чує, що над люком у стелі, через який вона зістрибнула, хтось є. Вона бачить світло запальнички та пізнає Менні, чистильника взуття, якого вона зустрічала на станції метро. Той шукає свого сина.
Тим часом, Пітер та Леонард оглядають покинуту станцію метро, де вони застрягли. Леонард зауважує, що у таких місцях зазвичай повинно бути повно щурів, проте він поки не бачив жодного. Пітер знаходить стару газету та помічає, що вона датується сороковими роками минулого століття. Леонард виявляє старий вагон метро, що стоїть на платформі, та оглядає його. Вони чують, що хтось наближається до них із тунелю. В очікуванні Джоша, що мав би вже привести із собою допомогу, несподівано вони зустрічають Менні, який повідомляє їм, що Сьюзен у пастці та потребує допомоги. Вони відшуковують Сьюзен та спільними зусиллями рятують її, по необережності впустивши лампу хімічного світла у отвір люку, чим видають себе. Доросла особина Іуди нападає на них та змушує відступити у вагон на станції метрополітену — єдине місце, де можна безпечно прихиститись. Вони намагаються закрити двері вагону, проте солдат Іуди встигає проникнути всередину. Перед тим як їм вдається приборкати та вбити комаху, та встигає серйозно поранити Леонарда, нанісши тому різані рани ніг. Сьюзен оглядає рештки мертвої комахи та виявляє, що та володіє розвиненими легенями, що є нісенітницею — в природі у комах легень немає і бути не може. Проте, прискоривши метаболічні процеси Іуд для забезпечення їх швидкого вимирання, вона тим самим пришвидшила їх цикл самовідтворення. Тому, могли пройти багато поколінь та відбутись сотні мутацій Із моменту як комаху вперше випустили у зовнішнє середовище. Леонард цікавиться, чому цього до сих пір ніхто не виявив, на що Сьюзен ділиться своєю знахідкою: Іуди еволюціонували та навчились візуально імітувати свого найбільшого ворога — людину.
Від запаху крові із рани Леонарда усі Іуди, що знаходились поряд, скаженіють та починають трощити вагон. Сьюзен позичає у Менні бритву та вирізає запашні залози із тіла мертвої комахи. Вона наказує Пітеру та Менні намастити ними усі шпарини у дверях та вікнах вагону, щоб відвернути увагу. План спрацьовує та, збиті із пантелику власним же запахом, комахи відступають. Довго залишатись у вагоні вони не зможуть. Леонард розповідає, що вагон хоч і старий, але імовірно може ще рухатись, що могло би стати їхнім порятунком. Потрібно лише спробувати відновити живлення, а потім втекти на вагоні по старій гілці метро на поверхню. Пітер зголошується піти та перевірити лінію живлення. Менні у той час йде на пошуки Чуя. Сьюзен, залишившись у вагоні із Леонардом, розповідає йому, що усі комахи, яких вони бачили до цих пір — самиці. Але у колонії повинен бути єдиний самець, здатний до розмноження, та якщо їм вдасться схопити його та вбити — уся колонія невдовзі вимре.
Менні тим часом йде на клацаючі звуки у пошуках Чуя. Він знаходить хлопця, що ховається серед підземних комунікацій у одному із приміщень. Проте, вони там не одні. З за спини Менні зненацька з'являється одна із Іуд та вбиває його. Сьюзен та Леонард чують переляканий голос Чуя, що лунає із глибини тунелю. Сьюзен вирішує йти на його порятунок. Пітеру вдається виявити обірвані кабелі живлення та відновити напругу. Він повертається до вагону, де залишився лише Леонард. Проте залишатись у вагоні більше не можна — у Леонарда посилилась кровотеча та імовірно врятуватись він вже не зможе. Розуміючи це, Леонард покидає вагон та йде тунелем, щоб відвернути увагу від інших. Його обступають Іуди та зрештою вбивають. Пітер йде на пошуки Сюзен та Менні, але знаходить лише Сьюзен із хлопчиком. Пітер вмовляє її рятуватись на старому службовому ліфті із Чуєм та розповісти на поверхні, що трапилось, а сам тим часом збирається знищити колонію, пошкодивши газопровід та спричинивши тим самим потужний вибух.
Пітер опиняється у приміщенні із високою стелею, яка усіяна комахами, що наче кажани звисають із неї. Приміщення наполовину затоплене водою, а повсюди тягнуться труби міського газопроводу. Він намагається пошкодити їх та використовує запальничку Менні для видобутку іскри. Лунає потужний вибух, а Пітер встигає стрибнути у резервуар із водою та врятуватись.
На своєму шляху на поверхню Сьюзен із Чуєм потрапляють у працюючу гілку, де ходять потяги метрополітену. За ними женеться самець Іуди, єдиний, що здатний до розмноження. Сьюзен привертає його увагу запахом крові зі своєї долоні, яку пошкодила невеличким розп'яттям. Вона тікає від комахи тунелем та в останній момент відстрибує у сторону, коли прибуває черговий потяг метро. Самець іуди не встигає відхилитись, потрапляє під колеса вагонів, де його розриває на шматки.
Сьюзен із Чуєм вибираються на поверхню, де їм надають першу допомогу. Професор Гейтс, що вже прибув на місце події, повідомляє їй, що зруйновані підземелля вже перевірили двічі та нікого не виявили. У цей момент вони бачать чоловіка, що підіймається із станції метро, закутаний ковдрою, та пізнають у ньому Пітера.

## Створення

### Підбір акторів
Персонаж Менні був першопочатково написаний дель Торо під одного із його улюблених акторів, аргентинця Федеріко Луппі, що раніше знімався у фільмі Хронос за режисурою дель Торо. Проте, англійська вимова Луппі була не досить виразною для зйомок у фільмі, тому дель Торо обрав Джанкарло Джанніні замість нього.
Джош Бролін та Алікс Коромзай також раніше брали участь у зйомках фільму Нічне чергування, іншого фільму жахів 1997 року виробництва компанії Dimension/Miramax. Його режисер Уле Борнедаль також став продюсером картини Мутанти.

### Зйомки
У якості основної локації для зйомок фільму було обране канадське місто Торонто, так як за архітектурним стилем воно дуже схоже на місто Нью-Йорк. Зйомки супроводжувалися постійними сварками на рахунок загальної атмосфери фільму між режисером Гільєрмо дель Торо та тодішніми головами студії «Мірамакс» Гарві Вайнштайном та Бобом Вайнштайном. Останній з них, передивившись початково відзнятий вихідний матеріал, стверджував, що фільму бракує атмосферності та дійсно страшних моментів. Він доволі часто навідувався на знімальний майданчик аби дати свої вказівки на рахунок зйомок тієї чи іншої сцени у фільмі, навіть якщо це суперечило раніше затвердженому сценарію. Коли дель Торо відмовився відхилятись від сценарію, Вайнштейн навіть пригрозив звільнити того із посади режисеру та замінити на когось іншого. Проте, у суперечку втрутилась Міра Сорвіно та стала на сторону Гільєрмо дель Торо, заявивши, що піде з проекту, якщо бачення дель Торо на рахунок того як потрібно знімати картину, не будуть поважати. Вона також отримала підтримку від Квентіна Тарантіно, який на той час був її хлопцем та на той момент уже зняв декілька картин для компанії «Мірамакс». Вайнштайни врешті-решт відступили та погодились залишити посаду режисеру за дель Торо, проте кінцевий монтаж картини відбувався під їхнім пильним наглядом. Із тих часів дель Торо жодного разу більше не працював з Вайнштайнами знову, проте він погодився створити режисерську версію картини, яка більше відображала його бачення.

### Реліз та сприйняття
Фільм вперше було представлено на екрани кінотеатрів у червні 1997 р. у рамках кінофестивалю Fantafestival, що проходив у Римі. Його офіційна прем'єра у США відбулась 22 серпня того ж року . Фільм отримав змішані відгуки від критиків. На даний момент він має 62 % «свіжості» на агрегаторі кіно- та теле- рецензій Rotten Tomatoes за відгуками від глядачів, 55 балів на Metacritic, а також 5.9/10 на IMDB.
Загалом фільм отримував або дуже негативні або дуже позитивні відгуки, таким чином, критики поділились на два різних табори. Ті, кому «Мутанти» не сподобались часто порівнювали фільм із «Чужими» режисера Джеймса Кемерона. Дехто із них жалівся на слабкий сюжет та акторську гру та зараховували це до основних мінусів фільму. Ті ж, кому фільм сподобався, говорили про чудові візуальні ефекти, гнітучу атмосферу та творчий підхід при створенні фільму.

## Цікаві факти
- вступне відео для початкових титрів фільму створено за участі Кайла Купера, відомого американського графічного дизайнера, відомого своїми роботами над початковими сценами багатьох фільмів, у тому числі фільму Сім режисера Девіда Фінчера
- сцена, у якій персонажі Міри Сорвіно та Джеремі Нортема заходять до зали із ліжками, на яких лежать хворі діти, насправді була зрежисована Уле Борнедалем, одним із продюсерів фільму[2]
- за словами Гільєрмо дель Торо, Міра Сорвіно та Джеремі Нортем терпіти не могли один одного на знімальному майданчику[2]
- комахи не можуть сягати розмірів людини у своєму розвитку у зв'язку із особливостями будови свого тіла